# Parawrightia robusta
Parawrightia robusta är en nässeldjursart som beskrevs av Warren 1907. Parawrightia robusta ingår i släktet Parawrightia och familjen Bougainvilliidae. Inga underarter finns listade i Catalogue of Life.